# Orenco (constructor aeronáutico)
Orenco fue un constructor aeronáutico estadounidense fundado en 1916 en Nueva York como Ordnance Engineering Corporation. Confusiones con el Cuerpo de Municiones (Ordnance Branch) del Ejército estadounidense obligaron a acortar en nombre en 1919. El primer proyecto de la compañía fue el Orenco A en 1917, pero no se recibieron órdenes de producción. Los Orenco B y C recibieron pequeñas órdenes, pero el Orenco D fue el más exitoso de los aviones. El USAAS compró cuatro prototipos, pero la orden de 50 aviones de producción fue adjudicada al postor más bajo, en este caso la Curtiss Aeroplane and Motor Company.
Los proyectos de Orenco en aviación civil también fracasaron, debido al número de aviones disponibles al final de la Primera Guerra Mundial. En consecuencia, la compañía cesó sus actividades en 1922, al ser absorbida por la Baldwin Aircraft Corporation.

## Aviones
| Modelo          | Primer vuelo | Número | Tipo                 |
| --------------- | ------------ | ------ | -------------------- |
| Orenco A        | 1917         | 1      | Entrenador           |
| Orenco B        | 1918         | 4      | Caza                 |
| Orenco C        | 1918         | 5      | Entrenador           |
| Orenco D        | 1919         | 4      | Caza                 |
| Orenco IL-1/E-2 | 1919         | 2      | Enlace               |
| Orenco F        | 1920         |        | Comercial            |
| Orenco H        | 1920         |        | Observación          |
| Orenco I        | 1920         |        | Hidrocanoa deportivo |